# Frederick Vinton Hunt
Frederick Vinton Hunt (Barnesville, 15 febbraio 1905 – Buffalo, 20 aprile 1972) è stato un fisico statunitense.
Docente di fisica all'università di Harvard dal 1953, mise a punto il sonar durante la seconda guerra mondiale, nonostante esso fosse già stato inventato da Paul Langevin nel 1917.
Hunt mise inoltre a punto un siluro guidato da un sonar in grado di colpire il bersaglio da piccole distanze.